# Clara (Vorname)
Clara ist ein weiblicher Vorname.

## Herkunft und Bedeutung
Beim Namen Clara handelt es sich um die weibliche Form vom lateinischen clārus, was „hell“, „berühmt“, „klar“, „laut“ bedeutet.

## Verbreitung
Der Name Clara ist international sehr beliebt.
In Belgien hat sich Clara unter den 100 meistgewählten Mädchennamen etabliert. Von 2004 bis 2009 fand er sich in der Top-10 der Vornamenscharts. Seitdem sank seine Beliebtheit, sodass er im Jahr 2022 Rang 61 der Vornamenscharts belegte.
In Frankreich war der Name bereits zu Beginn des 20. Jahrhunderts geläufig, geriet jedoch außer Mode. Nachdem die Popularität von Clara in den 1940er Jahren ihren Tiefpunkt erreicht hatte, nahm sie ab den 1950er Jahren langsam wieder zu und der Name schien sich in den 200er-Rängen der Vornamenscharts zu etablieren. Ab den 1980er Jahren stieg die Beliebtheit rascher. Seit 1991 zählt Clara wieder zu den 100 beliebtesten Mädchennamen Frankreichs. Den Höhepunkt erreichte die Popularität in den 2000er Jahren. Von 2001 bis 2008 fand er sich in der Top-10 der Vornamenscharts und stand von 2005 bis 2007 auf Rang 3 der Hitliste. Seitdem nahm die Beliebtheit ab, sodass der Name im Jahr 2022 nur noch auf Rang 70 der Vornamenscharts stand.
In Italien stieg Clara im Jahr 2005 in die Top-100 der Vornamenscharts auf und verließ diese Hitliste seitdem nicht mehr (Stand 2022). Im Jahr 2021 belegte Clara Rang 74 der Vornamenscharts.
Clara war in Brasilien bereits zu Beginn des 20. Jahrhunderts geläufig, zählte jedoch nicht zu den beliebtesten Vornamen. Die Popularität sank, bis der Name im Jahr 1970 auf Rang 496 der Vornamenscharts stand. Danach wurde der Name wieder häufiger gewählt und erreichte in den 1990er Jahren die Top-100 der Vornamenscharts. Im Jahr 2022 stand Clara als Einzelname auf Rang 50 der Vornamenscharts. In der Kombination Maria Clara erreichte er Rang 25, in der Kombination Ana Clara Rang 49.
Auch in Portugal hat sich Clara unter den beliebtesten Mädchennamen etabliert. Im Jahr 2018 stand er auf Rang 14 der Hitliste.
In Spanien hat Clara sich unter den beliebtesten Mädchennamen etabliert. Im Jahr 2022 belegte er Rang 44 der Vornamenscharts.
Die Popularität des Namens Clara nahm in Dänemark vor allem in den 1990er Jahren zu. Von 2011 bis 2021 zählte er zu den 10 beliebtesten Mädchenname (Ausnahme: 2017) und erreichte dabei dreimal Rang 3 der Hitliste. Im Jahr 2022 belegte er Rang 12 der Vornamenscharts und wurde an 282 Mädchen vergeben. Insgesamt trugen 8.890 Frauen in Dänemark im Jahr 2022 diesen Namen.
Auch in Schweden hat Clara sich unter den beliebtesten Mädchennamen etabliert, konnte jedoch keine Spitzenposition erreichen. Im Jahr 2022 belegte er Rang 35 der Hitliste. 13.016 Frauen in Schweden tragen Clara als Vornamen, bei 9.410 davon handelt es sich um den Rufnamen. Ihr durchschnittliches Alter beträgt 18,2 Jahre.

### Englischer Sprachraum
In den Vereinigten Staaten zählte Clara bereits im ausgehenden 19. Jahrhundert zu den beliebtesten Mädchennamen. Zwischen 1883 und 1892 fand er sich wiederholt unter den zehn meistgewählten Vornamen. Ab Beginn des 20. Jahrhunderts sank die Popularität des Namens zunächst langsam, ab den 1930er Jahren immer schneller. Im Jahr 1939 verließ der Name die Top-100 der Vornamenscharts. Ihren Tiefpunkt erreichte die Popularität in den 1970er und 1980er Jahren. Die niedrigste Platzierung war Rang 594 im Jahr 1978. Ab der zweiten Hälfte der 1980er Jahre nahm die Popularität des Namens wieder zu. Die Hitliste der 100 meistgewählten Mädchennamen erreichte er erstmals wieder im Jahr 2015. Seitdem etablierte er sich um Rang 100 der Vornamenscharts. Im Jahr 2022 belegte er Rang 110.
Ein ähnliches Bild zeigt sich in Kanada, wo sich der Name in den 2010er Jahren jedoch erneut in der Top-100 etablierte. Als höchste Platzierung erreichte er im Jahr 2014 in den Vornamenscharts Rang 43. Im Jahr 2019 stand er auf Rang 65.
Nachdem der Name Clara im England und Wales seit den 1990er Jahren langsam an Beliebtheit zugenommen hatte, erreichte er im Jahr 2015 die Top-100 der Vornamenscharts und etablierte sich am Ende dieser Hitliste. In Schottland fand Clara sich von 2017 bis 2019 unter den 100 beliebtesten Mädchennamen. In Nordirland gehörte der Name seit der Jahrtausendwende immer wieder zur Top-100 der Vornamenscharts. Zuletzt verließ er diese Hitliste im Jahr 2010 (Stand: 2023). Seitdem erreichte der Name mehrfach die Top-40, zählte jedoch nie zu den beliebtesten Namen. Im Jahr 2022 belegte er Rang 53 der Vornamenscharts.
In Irland findet sich Clara seit 1999 immer wieder unter den 100 beliebtesten Mädchennamen. Seit 2005 verließ der Name diese Hitliste nicht mehr. Im Jahr 2022 stand Clara auf Rang 82 der Vornamenscharts.

### Deutscher Sprachraum
In Österreich erreichte Clara erstmals im Jahr 1994 die Top-100 der Vornamenscharts, verließ diese Hitliste jedoch zwei Jahre später wieder. Im Jahr 2000 trat er erneut auf diese Hitliste, die er seitdem nicht mehr verließ (Stand: 2023). Seit 2010 zählt Clara zu den 50 beliebtesten Mädchennamen. Im Jahr 2022 wurde er an 0,52 % der neugeborenen Mädchen vergeben und erreichte damit Rang 41 der Hitliste.
Mit Ausnahme des Jahres 2003 zählt Clara in der Schweiz seit 2001 zu den 100 meistgewählten Mädchennamen (Stand 2023). Im Jahr 2022 stand er auf Rang 54 der Vornamenscharts.
In den deutschen Vornamensstatistiken werden Clara und Klara als gleichlautende Varianten desselben Namens gemeinsam behandelt, sodass die Häufigkeit beider Varianten nur schwer unterschieden werden kann. Heute wählen etwa 62 % der Eltern die lateinische Schreibweise Clara, während etwa 38 % der Kinder die deutsche Variante Klara tragen. Bereits im ausgehenden 19. Jahrhundert zählte Klara bzw. Clara zu den beliebtesten Mädchennamen Deutschlands und erreichte im Jahr 1897 auf der Hitliste Rang 9. Seit den 1930er Jahren geriet der Name jedoch außer Mode, sodass er bis in die 1980er Jahre hinein nur noch sehr selten vergeben wurde. Ab der zweiten Hälfte der 1980er Jahre gewann der Name jedoch wieder an Beliebtheit. Seit den 1990er Jahren zählt er wieder zu den 100 meistgewählten Mädchennamen. Im Jahr 2017 stieg Clara schließlich in die Top-10 der Vornamenscharts auf. Zuletzt belegte der Name Rang 9 der Vornamenscharts und wurde dabei an etwa 1,03 % der neugeborenen Mädchen vergeben (Stand 2023).

## Varianten

### Weibliche Varianten
- Dänisch: Klara
- Deutsch: Klara, Kläre, Cläre
- Englisch: Claire, Clare, Kiara, Kiarra, Kierra
  - Diminutiv: Clarette
- Französisch: Claire
- Isländisch: Klara
- Italienisch: Chiara
  - Diminutiv: Chiarina, Claretta
- Kroatisch: Klara
- Lettisch: Klāra
- Niederländisch: Claar
  - Diminutiv: Claartje, Klaartje
- Norwegisch: Klara
- Polnisch: Klara
- Russisch: Клара Klara
- Tschechisch: Klára
- Schwedisch: Klara
- Slowakisch: Klára
- Diminutiv: Klárika
- Slowenisch: Klara
- Ukrainisch: Клара Klara
- Ungarisch: Klára

### Männliche Varianten
- Englisch: Clair
- Französisch: Clair
- Latein: Clarus
- Niederländisch: Klaar

## Namenstag
Der Namenstag von Clara wird nach Klara von Assisi am 11. August gefeiert.

## Namensträger

### Einzelname
- Clara, britische Schauspielerin
- Clara (* 1999), italienische Sängerin
- Clara von Braunschweig-Wolfenbüttel (1532–1595), Äbtissin von Gandersheim, durch Heirat Herzogin von Braunschweig-Lüneburg und Fürstin von Grubenhagen
- Clara Elisabeth von Manderscheid-Blankenheim (1631–1688), Stiftsdame in den Stiften Thorn und Essen sowie Dechantin im Stift Elten
- Clara Elisabeth von Platen (1648–1700), Mätresse und Drahtzieherin in der Königsmarck-Affäre
- Clara von Wartensleben (1856–1939), Ehefrau der Grafen Friedrich zu Eulenburg und Alexander von Wartensleben
- Clara Francisca Antonetta von Westerholt zu Lembeck (1694–1763), Äbtissin im Stift Freckenhorst
- Clara von Witzelbach, deutsche Adelige, die als Taufgesinnte verfolgt wurde

### Vorname

#### A
- Clara Aguilera García (* 1964), spanischer Politiker
- Clara Albrecht († 1927), deutsche Theaterschauspielerin
- Clara Aldrighi (* 1952), uruguayische Essayistin
- Clara Alonso (* 1987), spanisches Model
- Clara Angermann, Begründerin der Tambourstickerei in Eibenstock
- Clara Anhuth (1856–1941), deutsche Schriftstellerin und Bibliothekarin
- Clara Anschel (1780–1826), deutsche Schriftstellerin und Schauspielerin
- Clara Apel (* 2001), deutsche Schauspielerin
- Clara Arnheim (1865–1942), deutsche Malerin
- Clara von Arnim (Autorin) (1909–2009), deutsche Autorin
- Clara von Arnim (Regisseurin) (* 1994), deutsche Regisseurin
- Clara Asscher-Pinkhof (1896–1984), niederländisch-israelische Pädagogin und Schriftstellerin
- Clara Auteri Pepe (1918–2018), italienische Schauspielerin
- Clara Azurmendi (* 1998), spanische Badmintonspielerin

#### B
- Clara Maria Bagus (* 1975), schweizerisch-deutsche Schriftstellerin
- Clara Baiocchi (* 1999), argentinische Leichtathletin
- Clara Barton (1821–1912), US-amerikanische Krankenschwester, Lehrerin und Philanthropin
- Clara Basiana (* 1991), spanische Synchronschwimmerin
- Clara Behrend, deutsche Schriftstellerin
- Clara Benson (1875–1964), kanadische Chemikerin und Hochschullehrerin
- Clara Benthien (1887–1962), deutsche Hutmacherin und Inhaberin eines Künstlerlokals in Hamburg
- Clara von Beringe (1863–1947), deutsche Malerin
- Clara Bernklau (* 1997), deutsche Filmschauspielerin
- Clara Biller (1831–1900), deutsche Porträt- und Genremalerin, Journalistin und Schriftstellerin
- Clara Bindi (* 1927), italienische Schauspielerin
- Clara Catharina von Birken (1605–1679), Schriftstellerin
- Clara Blandick (1876–1962), US-amerikanische Film- und Theaterschauspielerin
- Clara Blessing (* 1992), deutsche Oboistin
- Clara Blume (* 1984), österreichische Sängerin
- Clara Blumenfeld (1889–1978), deutsche Malerin und Illustratorin
- Clara Blüthgen (1856–1934), deutsche Schriftstellerin
- Clara Bohitile (* 1955), namibische Politikerin, Landwirtin und Unternehmerin
- Clara Boscaglia (1930–1990), san-marinesische Politikerin, Finanz-, Innen- und Justizministerin
- Clara Bow (1905–1965), US-amerikanische Schauspielerin
- Clara Brigel (1872–1955), Malerin, Porzellanmalerin, Zeichenlehrerin, Kunsthandwerkerin und Goldschmiedin
- Clara Brown († 1885), afroamerikanische Pionierin und Sozialreformerin
- Clara Bryant (* 1985), US-amerikanische Schauspielerin
- Clara de Buen Richkarday (* 1954), mexikanische Architektin
- Clara Bülow (1822–1914), deutsche Schriftstellerin
- Clara Bünger (* 1986), deutsche Juristin und Politikerin (Die Linke), MdB
- Clara Buntin, deutsche Musik-Kabarettistin
- Clara Burel (* 2001), französische Tennisspielerin
- Clara Butt (1872–1936), britische Sängerin (Alt)
- Clara Büttiker (1886–1967), Schweizer Journalistin, Frauenrechtlerin und Schriftstellerin

#### C
- Clara Calamai (1909–1998), italienische Schauspielerin
- Clara Campoamor (1888–1972), spanische Politikerin und Suffragette
- Clara de Chatelain (1807–1876), englische Schriftstellerin, Komponistin und Übersetzerin
- Clara Cleymans (* 1989), belgische Schauspielerin
- Clara Collet (1860–1948), britische Sozialreformerin und Autorin
- Clara Colosimo (1922–1994), italienische Schauspielerin
- Clara Copponi (* 1999), französische Radrennfahrerin
- Clara Cressingham (1863–1906), US-amerikanische Politikerin
- Clara Eaton Cummings (1855–1906), US-amerikanische Botanikerin und Hochschullehrerin

#### D
- Clara Monti Danielsson (* 1992), schwedische Handballspielerin
- Clara Däubler, deutsche Jazzmusikerin (Kontrabass, Komposition)
- Clara Luisa Demar, Schweizer Künstlerin
- Clara Dent-Bogányi (* 1973), deutsche Oboistin und Hochschullehrerin
- Clara von Dincklage-Campe (1829–1919), deutsche Schriftstellerin und Dichterin sowie Stiftsdame
- Clara Direz (* 1995), französische Skirennläuferin
- Clara Dobbertin (* 1988), Theaterregisseurin
- Clara Döhring (1899–1987), deutsche Politikerin (SPD), MdB
- Clara Dolny (* 1990), deutsche Schauspielerin
- Clara Christiansson Drake (* 1999), schwedische Schauspielerin
- Clara Drechsler (* 1961), deutsche Autorin und Übersetzerin
- Clara Drews (* 2000), deutsche Synchronsprecherin
- Clara Drucker, österreichische Theaterschauspielerin und Salonnière

#### E
- Clara Ebers (1902–1997), deutsche Opernsängerin (Sopran)
- Clara Ege (1897–1990), deutsche Malerin
- Clara Egghart, deutsche Dominikanerin
- Clara Eggink (1906–1991), niederländische Dichterin, Schriftstellerin und Übersetzerin
- Clara Engelen (1879–1956), niederländische Kunsthistorikerin und Museumsdirektorin
- Clara Espar (* 1994), spanische Wasserballspielerin
- Clara Ewald (1859–1948), deutsche Porträt- und Genremalerin

#### F
- Clara Fabry (1943–2015), deutsche Filmeditorin
- Clara Faisst (1872–1948), deutsche Komponistin, Musikpädagogin, Pianistin und Dichterin
- Clara Fechner (1809–1900), deutsche Schriftstellerin
- Clara Feinstein-Rosenberg (1915–2013), Schweizer Betriebswirtschafterin, Juristin und Frauenrechtlerin
- Clara Fey (1815–1894), deutsche katholische Ordensgründerin
- Clara Shortridge Foltz (1849–1934), amerikanische Anwältin
- Clara Forrer (1868–1950), Schweizer Lyrikerin
- Clara Forstenheim (1868–1925), österreichische Schriftstellerin
- Clara Fraser (1923–1998), US-amerikanische Politikerin (Freedom Socialist Party) und Frauenrechtlerin
- Clara Fröhlich (* 2004), deutsche Fußballspielerin
- Clara Furse (* 1957), britische Managerin, Leiterin der Londoner Börse

#### G
- Clara Galle (* 2002), spanische Schauspielerin und Model
- Clara Gallistl (* 1988), österreichische Kulturarbeiterin
- Clara Gaymard (* 1960), französische Unternehmerin, Beamtin und Autorin
- Clara Gerst (* 1987), deutsche Film-, Fernseh- und Theaterschauspielerin
- Clara Gherghel (* 1979), rumänische Porno-Darstellerin, -Regisseurin und -Produzentin
- Clara González (1898–1990), panamaische Richterin und Hochschullehrerin
- Clara Góra (1931–2007), ungarische Tänzerin und Choreografin
- Clara von Goßler (1827–1864), deutsche Pianistin und Komponistin
- Clara Grace (* 1865), britische Radsportlerin
- Clara Grosch (1863–1932), deutsch-schweizerische Kunstmalerin
- Clara Grunwald (1877–1943), deutsche Montessori-Lehrerin
- Clara Guerra (* 1998), italienische Ruderin
- Clara Guthrie d’Arcis (1879–1937), Schweizer Frauenrechtlerin

#### H
- Clara Haberkamp (* 1989), deutsche Jazzmusikerin (Piano, auch Gesang, Komposition)
- Clara Hacker (1885–1958), deutsche Politikerin (SPD/SED), MdL Mecklenburg
- Clara Halls (1895–1997), US-amerikanische Lehrerin und Politikerin
- Clara Halouska (* 2000), deutsche Schauspielerin und Theaterschauspielerin
- Clara Hammerl (1858–1931), deutsch-spanische (Reform-)Pädagogin in Pollença (Mallorca) und erste weibliche Leitung eines Kreditinstituts in Spanien
- Clara Harnack (1877–1962), deutsche Malerin
- Clara Haskil (1895–1960), rumänisch-schweizerische klassische Pianistin
- Clara Hätzlerin, Lohnschreiberin
- Clara Hepner (1860–1939), deutsche Kinderbuchautorin und Dichterin
- Clara Herrmann (1853–1931), deutsche Pianistin und Konzertorganisatorin
- Clara Herrmann (* 1985), deutsche Politikerin (Bündnis 90/Die Grünen), MdA
- Clara Hirschmann (1813–1835), österreichische Theaterschauspielerin
- Clara Hocke (1901–1981), deutsche Drehorgelverleiherin in Bremen
- Clara Hoffbauer (1830–1909), Stifterin der Hoffbauer-Stiftung
- Clara Hohrath (1873–1962), deutsche Schriftstellerin
- Clara Holst (1868–1935), norwegische Philologin
- Clara Honsinger (* 1997), US-amerikanische Radrennfahrerin
- Clara Hübner (1841–1876), deutsche Kinderdarstellerin und Theaterschauspielerin
- Clara Hughes (* 1972), kanadische Radfahrerin und Eisschnellläuferin

#### I
- Clara Iannotta (* 1983), italienische Komponistin
- Clara Immerwahr (1870–1915), deutsche Chemikerin, zweite Frau mit Doktorwürde in Chemie in Deutschland
- Clara Israel (1876–1942), deutsche Sozialarbeiterin und erster weiblicher Magistratsrat in Preußen

#### J
- Clara Jaschke († 1912), deutsche Eisenbahnerin und Feministin
- Clara Jungmittag (1881–1961), deutsche Politikerin (SPD), MdBB

#### K
- Clara-Jumi Kang (* 1987), deutsche Geigerin
- Clara Khoury (* 1976), israelische Schauspielerin palästinensischen Ursprungs
- Clara Kimball Young (1890–1960), US-amerikanische Schauspielerin
- Clara Klabunde (1906–1994), deutsche Juristin und die erste Deutsche im Rang einer Gerichtspräsidentin
- Clara Klingenström (* 1995), schwedische Sängerin
- Clara Klug (* 1994), deutsche Wintersportlerin
- Clara Kopp (1805–1883), deutsche Ordensgründerin
- Clara Koppenburg (* 1995), deutsche Radrennfahrerin
- Clara Kress (1899–1971), deutsche Kunsthandwerkerin (Textilkunst, Glasfenster), Graphikerin und Malerin
- Clara Kristeller, deutsche Violinistin

#### L
- Clara Lago (* 1990), spanische Schauspielerin
- Clara Ethelinda Larter (1847–1936), britische Botanikerin
- Clara Latimer Bacon (1866–1948), US-amerikanische Mathematikerin und Hochschullehrerin
- Clara Law (* 1957), chinesische Regisseurin (Hongkong)
- Clara Lemlich (1886–1982), US-amerikanische Gewerkschafterin und Kommunistin
- Clara Lenz (1874–1963), deutsche Malerin
- Clara Lichtenstein († 1946), englische Pianistin und Musikpädagogin
- Clara Lim-Sylianco (1925–2013), philippinische Chemikerin und Hochschullehrerin
- Clara Lobedan (1840–1917), deutsche Blumen- und Stilllebenmalerin, Keramikerin
- Clara Löh (* 1981), deutsche Mathematikerin und Hochschullehrerin
- Clara Louise (* 1992), deutsche Singer-Songwriterin
- Clara Luciani (* 1992), französische Singer-Songwriterin
- Clara Southmayd Ludlow (1852–1924), US-amerikanische Entomologin
- Clara Lüken (1871–1946), deutsche Studienrätin und lippische Landtagsabgeordnete
- Clara Luzia (* 1978), österreichische Musikerin und Sängerin

#### M
- Clara Malraux (1897–1982), französische Schriftstellerin
- Clara Mannes (1869–1948), deutsch-amerikanische Pianistin und Musikpädagogin
- Clara Markwordt, deutsche Theaterschauspielerin
- Clara Matéo (* 1997), französische Fußballspielerin
- Clara Matsuno (1853–1931), deutsche Kindergärtnerin und Pionierin des japanischen Kindergartensystems
- Clara Mayer (* 2001), deutsche Klimaschutzaktivistin
- Clara Mayer-Himmelheber (* 1970), deutsche Ethnologin und Kuratorin
- Clara G. McMillan (1894–1976), US-amerikanische Politikerin
- Clara Menck (1901–1983), deutsche Journalistin
- Clara Mende (1869–1947), deutsche Politikerin (DVP), MdR
- Clara Meyer (1848–1922), deutsche Theaterschauspielerin
- Clara Michelson (1881–1942), Romanautorin
- Clara Möller-Coburg (1869–1918), deutsche Kunstgewerblerin und Grafikerin
- Clara Montalba (1840–1929), englische Aquarellmalerin
- Clara Morgane (* 1981), französische Pornodarstellerin, Moderatorin, Sängerin und Autorin
- Clara Moto (* 1983), österreichische Musikproduzentin und DJ
- Clara Müller (1862–1929), Schweizer Malerin
- Clara Müller-Jahnke (1860–1905), deutsche sozialistische Dichterin, Journalistin und Frauenrechtlerin

#### N
- Clara Nast (* 1866), deutsche Schriftstellerin und Kinderbuchautorin
- Clara Nef (1885–1983), Schweizer Frauenrechtlerin
- Clara (Cuqui) Nicola (1926–2017), kubanische klassische Gitarristin und Professorin
- Clara Nigg (1897–1986), US-amerikanische Bakteriologin und Hochschullehrerin
- Clara Nistad (* 1996), schwedische Badmintonspielerin
- Clara Nordström (1886–1962), deutsche Schriftstellerin schwedischer Herkunft
- Clara Novello Davies (1861–1943), walisische Gesangslehrerin und Chorleiterin
- Clara Novello (1818–1908), englische Opernsängerin (Sopran) mit italienischen Wurzeln
- Clara Nunes (1942–1983), brasilianische Sängerin

#### O
- Clara Oenicke (1818–1899), deutsche Historien-, Porträt- und Genremalerin
- Clara Ottesen (1911–1997), norwegische Regierungsbeamtin, Ökonomin, Entwicklungsexpertin und Politikerin

#### P
- Clara Paget (* 1988), britische Schauspielerin und Model
- Clara Passafari (1930–1994), argentinische Ethnologin, Anthropologin, Schriftstellerin und Dichterin
- Clara Patek-Hochenadl (* 1880), österreichische Journalistin, Fotografin, Schauspielerin, Tänzerin und Theaterleiterin
- Clara Peeters (1594–1658), flämische Malerin
- Clara Petacci (1912–1945), italienische Frau, Mätresse von Benito Mussolini
- Clara Petersson Bergsten (* 2002), schwedische Handballspielerin
- Clara Petrella (1914–1987), italienische Sopranistin
- Clara Pfänder (1827–1882), deutsche Ordensgründerin und -oberin der Franziskanerinnen Salzkotten
- Clara Katharina Pollaczek (1875–1951), österreichische Schriftstellerin von Unterhaltungsliteratur und Theaterstücken
- Clara Ponsatí i Obiols (* 1957), spanische Politikerin, Wirtschaftswissenschaftlerin und Hochschullehrerin
- Clara Ponsot (* 1989), französische Theater- und Filmschauspielerin
- Clara Pontoppidan (1883–1975), dänische Theater- und Filmschauspielerin
- Clara Ponty (* 1968), französische Pianistin und Sängerin
- Clara Porges (1879–1963), deutsche Malerin
- Clara Prinzhorn, deutsche Lehrerin und Schriftstellerin

#### Q
- Clara Quandt (1841–1919), deutsche Schriftstellerin

#### R
- Clara Ragaz (1874–1957), Schweizer Frauenrechtlerin und Friedensaktivistin
- Clara von Rappard (1857–1912), Schweizer Malerin
- Clara Ratzka (1871–1928), deutsche Schriftstellerin
- Clara Redlich (1908–1992), deutsche Prähistorikerin
- Clara Reeve (1729–1807), englische Schriftstellerin
- Clara Reimann (1848–1915), deutsche Mäzenin
- Clara Rettich (1860–1916), deutsch-amerikanische Malerin
- Clara Reust (1916–2000), Schweizer Rassehygienikerin
- Clara Reyersbach (1897–1972), deutsch-britische Journalistin und Redaktionsleiterin
- Clara Ris (1871–1946), deutsche Malerin
- Clara Rockmore (1911–1998), russische Instrumentalistin
- Clara Rodríguez (* 1970), venezolanische Pianistin
- Clara Rojas (* 1964), kolumbianische Politikerin und Rechtsanwältin
- Clara Rosager, dänische Schauspielerin
- Clara Rosenthal (1863–1941), deutsches Opfer von Antisemitismus, Ehefrau von Eduard Rosenthal
- Clara von Ruckteschell-Truëb (1882–1969), Schweizer Künstlerin
- Clara Rugaard (* 1997), dänische Schauspielerin und Sängerin
- Clara Ruge (1856–1937), österreichisch-amerikanische Autorin, Journalistin und Malerin
- Clara Rühle (1885–1947), deutsche Malerin
- Clara Russo, deutsche Opernsängerin

#### S
- Clara Sachs (1862–1921), deutsche Malerin und Lithographin
- Clara Sahlberg (1890–1977), deutsche Gewerkschafterin
- Clara Salbach (1861–1944), deutsche Schauspielerin
- Clara Samuel (1878–1962), deutsche Sozialarbeiterin
- Clara Sánchez (* 1955), spanische Schriftstellerin
- Clara Sanchez (* 1983), französische Radrennfahrerin
- Clara Sandri (1918–2004), Schweizer Laborantin, auf Histologie und Elektronenmikroskopie spezialisiert
- Clara Caroline Schachne (1858–1942), deutsche Schriftstellerin und Journalistin
- Clara Schlaffhorst (1863–1945), deutsche Sängerin, Gesangslehrerin
- Clara Schöne (* 1993), deutsche Fußballspielerin und -trainerin
- Clara Schreiber (1848–1905), österreichische Salonnière und Publizistin
- Clara Schuch (1879–1936), deutsche Politikerin (SPD), MdR
- Clara Schulte, deutsche Schriftstellerin
- Clara Schumann (1819–1896), deutsche Komponistin und Pianistin
- Clara Siebert (1873–1963), deutsche Politikerin (Zentrum), MdR
- Clara Siewert (1862–1945), deutsche Malerin, Grafikerin und Plastikerin
- Clara von Simson (1897–1983), deutsche Politikerin (FDP), MdA
- Clara Sipprell (1885–1975), kanadisch-US-amerikanische Fotografin
- Clara von Sivers (1854–1924), deutsche Blumenmalerin
- Clara Smith († 1935), US-amerikanische Blues-Sängerin
- Clara Eliza Smith (1865–1943), US-amerikanische Mathematikerin und Hochschullehrerin
- Clara Southern (1860–1940), australische Künstlerin
- Clara Sporleder (1880–1955), deutsche Malerin und Grafikerin
- Clara Stern (1877–1945), deutsch-US-amerikanische Entwicklungspsychologin
- Clara Stern (* 1987), österreichische Filmregisseurin und Drehbuchautorin
- Clara Stich (1820–1862), deutsche Schauspielerin
- Clara Stier-Somlo, deutsche wissenschaftliche Bibliothekarin und NS-Opfer
- Clara Stöckhardt (1829–1897), deutsche Malerin
- Clara Stockmeyer (1884–1967), Schweizer Germanistin und Frauenrechtlerin
- Clara Sudermann (1861–1924), deutsche Schriftstellerin
- Clara von Sydow (1854–1928), deutsche Schriftstellerin
- Clara Feyoena van Sytzama (1729–1807), niederländische Dichterin

#### T
- Clara Tabody (1915–1986), ungarische Schauspielerin und Sängerin
- Clara Tauson (* 2002), dänische Tennisspielerin
- Clara Thalmann (1908–1987), Schweizer Anarchistin und Kämpferin im spanischen Bürgerkrieg
- Clara Thompson (1893–1958), US-amerikanische Ärztin, Psychoanalytikerin und Psychotherapeutin
- Clara Tiezzi (* 1999), brasilianische Schauspielerin
- Clara Toft Simonsen (* 2000), dänische Sängerin und Songschreiberin, siehe Clara (dänische Sängerin)
- Clara Tott, zweite Ehefrau des Pfälzer Kurfürsten Friedrich I.

#### V
- Clara Vath, deutsche Illustratorin
- Clara Vespermann (1799–1827), deutsche Sängerin (Sopran)
- Clara Vetter (* 1996), deutsche Jazzmusikerin (Piano, Komposition)
- Clara Viebig (1860–1952), deutsche Erzählerin
- Clara Villoslada (* 1980), spanische Snowboarderin
- Clara Vlasselaer (* 2001), belgische Tennisspielerin
- Clara Vogedes (1892–1983), deutsche Malerin
- Clara de Vries (1915–1942), niederländische Jazz-Trompeterin

#### W
- Clara Walbröhl (1898–1985), deutsche Schauspielerin und Hörspielsprecherin
- Clara Walker (1926–2021), US-amerikanische Schwimmerin
- Clara Walter, deutsche Bildhauerin und Innenarchitektin
- Clara Walther (1860–1943), deutsche Landschafts- und Stilllebenmalerin sowie Radiererin
- Clara Ward (1924–1973), US-amerikanische Gospel-Sängerin, Komponistin und Arrangeurin
- Clara Ward, Princesse de Caraman-Chimay (1873–1916), US-amerikanisches Model in der Zeit der Belle Époque
- Clara Weaver Parrish (1861–1925), US-amerikanische Malerin und Glaskünstlerin
- Clara Weber (1865–1919), deutsche Opernsängerin (Mezzosopran, Alt)
- Clara Weimersheimer (1883–1963), Reformpädagogin
- Clara Welten (* 1967), deutsche Autorin und Verlegerin
- Clara West (* 1981), deutsche Politikerin (SPD), MdA
- Clara Westhoff (1878–1954), deutsche Bildhauerin und Malerin
- Clara Weyde (* 1984), deutsche Theaterregisseurin
- Clara Gertrud Wichmann (1885–1922), deutsche Publizistin und Anarchosyndikalistin
- Clara von Wille (1838–1883), deutsche Tiermalerin
- Clara Windeleff (* 2002), dänische Volleyball- und Beachvolleyballspielerin
- Clara Winnicki (1880–1941), erste diplomierte Apothekerin in der Schweiz
- Clara Winston (1921–1983), US-amerikanische Übersetzerin und Schriftstellerin
- Clara Wolfram (* 1998), österreichische Film- und Theaterschauspielerin
- Clara Woltering (* 1983), deutsche Handballspielerin

#### Z
- Clara Zetkin (1857–1933), sozialistisch-kommunistische deutsche Politikerin, Friedensaktivistin und Frauenrechtlerin
- Clara Zollikofer (1881–1975), Schweizer Botanikerin